# アストリッド・キルヒャー
アストリッド・キルヒャー（Astrid Kirchherr、1938年5月20日 - 2020年5月12日）は、ドイツの写真家。レコードデビュー前に巡業のためハンブルクに長期滞在していたビートルズと深い親交を結び、彼らの公式写真家として活動した。

アストリッド・キルヒャーのサイン

## 生涯
1938年5月20日、アストリッド・ゾフィー・ルイーゼ・キルヒャーはドイツのハンブルクで生まれた。フォード・モーター・カンパニー社員の父親エミールと、母親のニールサとの間の一人娘である。第二次世界大戦中は、母親と親族と共にバルト海のシャーボイツ村に避難した。父親は戦場に赴き、終戦後に復員した。1952年、14歳の時にハウプトシューレに入学し、1953年の卒業後、マイスタシューレに進学する受験資格を得るために、2年間、帽子店の見習いとして働く。2年後の1956年にマイスタシューレの入学試験に合格し、ファッションデザイン科に進学した。写真の授業の時、写真科の客員教授であるラインハルト・ボルフがキルヒャーの写真家としての才能を見出す。ボルフとの出会いにより、1957年にファッションデザイン科から写真科へとコースを切り替え、ボルフのアシスタントとして働いた。1960年にマイスタシューレを卒業。
1960年、マイスタシューレ在学中からの恋人クラウス・フォアマンに誘われ、ハンブルクのレーパーバーンにあるカイザーケラー・クラブを訪れる。その時、初めてビートルズの演奏を観る。この出会いから、プロの写真家としてビートルズの写真を撮り始めるようになり、ベーシストのスチュアート・サトクリフと恋に落ちる。フォアマンは別離後も2人と友情を保った。キルヒャーはサトクリフの髪形を、当時ハンブルクのアーティストの間で流行していた前髪をおろしたスタイルに変え、後に「ビートルズ・カット」と呼ばれる髪型を考案した。初期のユニホームの襟なしジャケットもキルヒャーの影響である。1950年代後半から1960年代前半に、キルヒャーと美術学校の友人や芸術家やたちはフランスの実存主義運動に関わっており、周囲の人たちは「Exis」と呼んでいた。1961年、サトクリフは画家として活動することを決意し、ビートルズを脱退して再びハンブルクで生活を始めたが、1962年4月10日に脳出血により死去した。2010年に「スチュアートは今も私の最愛の人です」とキルヒャーは語っている。
サトクリフ死去後、同年5月にサトクリフのアトリエでジョン・レノンとジョージ・ハリスンの写真を撮る。その撮影方法は、1963年のアルバム『ウィズ・ザ・ビートルズ』のカバー写真に影響を与えた。その後は写真家として復帰し、1964年に恩師ボルフの友人である写真家マックス・シェーラーに協力してドイツの雑誌「シュテルン」で映画『ハード・デイズ・ナイト』の舞台裏を撮影した。契約書を交わしていたにもかかわらず、報酬を受け取ることは無かった。1967年にはイギリス人のミュージシャン(ドラマー)のギブソン・ケンプと結婚。1968年、ハリスンの『不思議の壁』のカバー写真を撮影した。1960年代は女性が写真家として認められることがとても困難な時代であった。キルヒャーはプロとしての写真を撮るのをやめ、1970年代と1980年代には主婦として、またインテリア・デザイナーなどの様々な仕事をした。1974年にケンプと離婚、その後にドイツの実業家と再婚したが離婚している。
1988年、友人のウルフ・クルーガーと共にハンブルクに写真店兼代理店エージェンシー「K＆K」を設立、数々の作品と本の展覧会を開催した。
1994年3月10日、映画『バック・ビート』の日本公開と自身の展覧会「もうひとりのビートルズ展STUART & ASTRID」の宣伝のため、サトクリフの妹ポーリーンと共に初来日している。
2001年7月、イギリスのリヴァプールでキルヒャーの写真展が開催された。
2020年5月12日、ハンブルクで81歳で死去した。

## 写真集
- 『Liverpool Days』Genesis Publications、1995年。(マックス・シェラーの写真と共に)
- 『Hamburg Days』Genesis Publications; Limited signed版、1999年10月1日。(クラウス・ボーマンのアート作品と共に)
- 『Astrid Kirchherr: A Retrospective(Victoria Gallery and Museum)』Liverpool Univ Pr、2010年11月15日。